# Колосово (Клинський район)
Колосово (рос. Колосово) — село Клинського району Московської області, входить до складу міського поселення Високовськ.
Станом на 2010 рік населення становило 74 чоловіка. 
Російською — Колосово.